# Sabine Ginther
Sabine Ginther (* 3. Februar 1970 in Ehenbichl) ist eine ehemalige österreichische Skirennläuferin. Sie wurde sechsmal Juniorenweltmeisterin und in der Saison 1988/89 Europacup-Gesamtsiegerin, gewann sechs Weltcuprennen und erreichte im Winter 1990/91 den zweiten Platz im Gesamtweltcup. Nach mehreren Verletzungen beendete sie 1993 ihre Karriere.

## Biografie
Ginther begann im Alter von vier Jahren mit dem Skilauf und wurde 1983 sowie 1985 in ihrer jeweiligen Altersklasse Österreichische Schülermeisterin im Riesenslalom. Nach ihrer Aufnahme in den Kader des Österreichischen Skiverbandes (ÖSV) feierte sie bei ihren Teilnahmen an den Juniorenweltmeisterschaften die ersten großen internationalen Erfolge: Sie gewann 1987 in Hemsedal die Kombination und wurde Zweite in der Abfahrt, erreichte 1988 in Madonna di Campiglio drei erste Plätze in Super-G, Riesenslalom und Kombination sowie einen zweiten Platz in der Abfahrt und gewann 1989 in Aleyska weitere zwei Goldmedaillen in der Abfahrt und im Super-G. Sie arbeitete sich zur selben Zeit auch im Europacup an die Spitze heran, gewann in der Saison 1988/89 die Gesamt- sowie die Abfahrtswertung und wurde Zweite in der Riesenslalomwertung. Daneben wurde sie 1989 zweifache Österreichische Jugendmeisterin in Abfahrt und Kombination.
Ihr Debüt im Weltcup gab Ginther am 26. November 1988 im Super-G auf der Schladminger Planai, bei dem sie mit Startnummer 50 auf den 14. Rang fuhr und auf Anhieb die ersten Weltcuppunkte gewann. Sie kam fortan regelmäßig im Weltcup zum Einsatz, bestritt 1989/90 ihre erste volle Weltcupsaison und fuhr am 28. Januar 1990 als Zehnte des Riesenslaloms von Santa Caterina erstmals in die Top 10. Der Durchbruch an die Weltspitze gelang ihr in der Saison 1990/91, als sie noch vor dem Jahreswechsel Dritte der Kombination von Morzine und zwei Wochen später jeweils Zweite in Abfahrt und Kombination von Bad Kleinkirchheim wurde. Ginther zählte damit bei den Weltmeisterschaften 1991 in Saalbach-Hinterglemm bereits zu den großen österreichischen Medaillenhoffnungen, blieb aber ohne Edelmetall. Sie belegte in der Abfahrt den sechsten Platz und schied im zweiten Durchgang des Kombinationsslaloms aus, nachdem sie die Kombinationsabfahrt gewonnen hatte. Im Weltcup feierte sie nach den Weltmeisterschaften ihre ersten Siege, als sie im März 1991 zwei Abfahrten in Lake Louise und Vail gewann, womit sie sowohl im Gesamtweltcup als auch im Abfahrtsweltcup den zweiten Platz erreichte.
Vier weitere Weltcupsiege kamen in der Saison 1991/92 hinzu: Ginther gewann Mitte Jänner Slalom und Kombination in Schruns sowie Anfang Februar Abfahrt und Kombination in Grindelwald. Kurz darauf kam sie jedoch im Training zur Abfahrt der Olympischen Winterspiele 1992 schwer zu Sturz, wobei sie sich unter anderem den zweiten Lendenwirbel brach und schwere Knieverletzungen erlitt. Nach der Zwangspause erreichte Ginther im nächsten Winter 1992/93 zunächst keine weiteren Spitzenresultate, bis sie am 22. Jänner 1993 als Dritte der Abfahrt von Haus im Ennstal noch einmal auf dem Siegerpodest stand. Nach einer neuerlichen Verletzung im Vorfeld der Weltmeisterschaften 1993 gab sie wenig später im Alter von 23 Jahren ihren Rücktritt vom Spitzensport bekannt. Ginther absolvierte die staatliche Skilehrerausbildung, heiratete den Skitrainer Thomas Schädle und wurde zweifache Mutter.

## Erfolge

### Weltmeisterschaften
- Saalbach-Hinterglemm 1991: 6. Abfahrt

### Weltcupwertungen
Sabine Ginther gewann zweimal die Disziplinenwertung in der Kombination.
| Saison  | Gesamt | Gesamt | Abfahrt | Abfahrt | Super-G | Super-G | Riesenslalom | Riesenslalom | Slalom | Slalom | Kombination | Kombination |
| Saison  | Platz  | Punkte | Platz   | Punkte  | Platz   | Punkte  | Platz        | Punkte       | Platz  | Punkte | Platz       | Punkte      |
| ------- | ------ | ------ | ------- | ------- | ------- | ------- | ------------ | ------------ | ------ | ------ | ----------- | ----------- |
| 1988/89 | 78.    | 2      | –       | –       | 29.     | 2       | –            | –            | –      | –      | –           | –           |
| 1989/90 | 49.    | 21     | 27.     | 5       | 24.     | 6       | 24.          | 10           | –      | –      | –           | –           |
| 1990/91 | 2.     | 195    | 2.      | 122     | 8.      | 28      | 27.          | 6            | 27.    | 4      | 1.          | 35          |
| 1991/92 | 6.     | 746    | 7.      | 248     | 55.     | 4       | 25.          | 70           | 11.    | 224    | 1.          | 200         |
| 1992/93 | 28.    | 281    | 22.     | 134     | 34.     | 22      | 36.          | 29           | 41.    | 36     | 6.          | 60          |

### Weltcupsiege
Ginther errang 13 Podestplätze, davon 6 Siege:
| Datum           | Ort         | Land       | Disziplin   |
| --------------- | ----------- | ---------- | ----------- |
| 9. März 1991    | Lake Louise | Kanada     | Abfahrt     |
| 15. März 1991   | Vail        | USA        | Abfahrt     |
| 12. Jänner 1992 | Schruns     | Österreich | Kombination |
| 12. Jänner 1992 | Schruns     | Österreich | Slalom      |
| 1. Februar 1992 | Grindelwald | Schweiz    | Abfahrt     |
| 2. Februar 1992 | Grindelwald | Schweiz    | Kombination |

### Europacup
- Saison 1988/89: 1. Gesamteuropacup, 1. Abfahrtswertung, 2. Riesenslalomwertung, 6. Slalomwertung
- Saison 1989/90: 4. Super-G-Wertung

- 5 Siege:

| Saison  | Ort             | Land             | Disziplin    |
| ------- | --------------- | ---------------- | ------------ |
| 1988/89 | Eben im Pongau  | Österreich       | Abfahrt      |
| 1988/89 | Eben im Pongau  | Österreich       | Abfahrt      |
| 1988/89 | Jasná           | Tschechoslowakei | Riesenslalom |
| 1988/89 | Bergen          | Deutschland      | Slalom       |
| 1989/90 | Haus im Ennstal | Österreich       | Super-G      |

### Juniorenweltmeisterschaften
- Sälen/Hemsedal 1987: 1. Kombination, 2. Abfahrt, 4. Riesenslalom, 9. Slalom
- Madonna di Campiglio 1988: 1. Super-G, 1. Riesenslalom, 1. Kombination, 2. Abfahrt, 8. Slalom
- Aleyska 1989: 1. Abfahrt, 1. Super-G, 5. Riesenslalom